# Ninel Jansson
Ninel Valborg Jansson, ogift Markstedt, född 19 juli 1943 i Piteå stadsförsamling, död 15 mars 2023 i Alsike distrikt, var en svensk fackföreningsledare. Hon var ordförande i Handelsanställdas förbund 1999–2005. Hon satt även med i Socialdemokraternas partistyrelse.
Janssons föräldrar var båda kommunistiskt aktiva och hennes ovanliga förnamn är Lenin baklänges. Hon är gravsatt i minneslunden på Berthåga kyrkogård i Uppsala.